# Liste der Kulturdenkmale in Grammetal
In der Liste der Kulturdenkmale in Grammetal sind alle Kulturdenkmale der thüringischen Gemeinde Grammetal (Landkreis Weimarer Land) aufgelistet (Stand: 26. April 2012).

## Bechstedtstraß
Einzeldenkmal
| Bild                           | Bezeichnung                  | Lage                           | Datierung | Beschreibung | ID |
| ------------------------------ | ---------------------------- | ------------------------------ | --------- | ------------ | -- |
| weitere Bilder Fotos hochladen | Kirche und Kirchhof          | (Karte)                        |           |              |    |
| Fotos hochladen                | 21 Grabsteine                | Kirchhof (Karte)               |           |              |    |
| Fotos hochladen                | sowjetischer Ehrenfriedhof   | nördlicher Ortsausgang (Karte) |           |              |    |
| weitere Bilder Fotos hochladen | Bockwindmühle                | Bei der Mühle 30 (Karte)       |           |              |    |
| Fotos hochladen                | Portal                       | Im Dorfe 17 (Karte)            |           |              |    |
| Fotos hochladen                | Gehöft (ehemaliger Pfarrhof) | Im Dorfe 20 (Karte)            |           |              |    |
| Fotos hochladen                | Wohnhaus                     | Im Dorfe 48 (Karte)            |           |              |    |
| Fotos hochladen                | zwei Waidmühlsteine          | Gemeindeanger (Karte)          |           |              |    |

## Daasdorf am Berge
Einzeldenkmal
| Bild                           | Bezeichnung                                      | Lage                     | Datierung | Beschreibung | ID |
| ------------------------------ | ------------------------------------------------ | ------------------------ | --------- | ------------ | -- |
| weitere Bilder Fotos hochladen | Kirche mit Kirchhof                              | (Karte)                  |           |              |    |
| Fotos hochladen                | Grabstein von zwei italienischen Zwangsarbeitern | Friedhof                 |           |              |    |
| weitere Bilder Fotos hochladen | Gefallenendenkmal                                | Im Unterdorfe (Karte)    |           |              |    |
| Fotos hochladen                | Gehöft                                           | Im Unterdorfe 35 (Karte) |           |              |    |
| Fotos hochladen                | Waidmühlstein                                    | neben der Kirche         |           |              |    |

## Eichelborn
Denkmalensemble
| Bild                                    | Bezeichnung                                          | Lage                          | Datierung | Beschreibung | ID |
| --------------------------------------- | ---------------------------------------------------- | ----------------------------- | --------- | ------------ | -- |
| Direkt Bild zu diesem Denkmal hochladen | Denkmalensemble Dorfstraße mit: Nr. 12–19, 22–42, 46 | Koordinaten fehlen! Hilf mit. |           |              |    |

Einzeldenkmale
| Bild                           | Bezeichnung              | Lage          | Datierung | Beschreibung               | ID |
| ------------------------------ | ------------------------ | ------------- | --------- | -------------------------- | -- |
| weitere Bilder Fotos hochladen | Kirchturm                | (Karte)       |           | Teil der Kirche St. Marien |    |
| Fotos hochladen                | Gehöft                   | Dorfstraße 18 |           |                            |    |
| Fotos hochladen                | Portal                   | Dorfstraße 19 |           |                            |    |
| Fotos hochladen                | Inschriftstein           | Dorfstraße 25 |           |                            |    |
| Fotos hochladen                | Tor, Portal und Backhaus | Dorfstraße 32 |           |                            |    |
| Fotos hochladen                | Wohnhaus                 | Dorfstraße 41 |           |                            |    |

## Hayn
Einzeldenkmale
| Bild                           | Bezeichnung         | Lage             | Datierung | Beschreibung | ID |
| ------------------------------ | ------------------- | ---------------- | --------- | ------------ | -- |
| weitere Bilder Fotos hochladen | Kirche mit Kirchhof | (Karte)          |           |              |    |
| Fotos hochladen                | Waidmühlstein       | neben der Kirche |           |              |    |

## Hopfgarten
Einzeldenkmale
| Bild                                    | Bezeichnung              | Lage                          | Datierung | Beschreibung | ID |
| --------------------------------------- | ------------------------ | ----------------------------- | --------- | ------------ | -- |
| weitere Bilder Fotos hochladen          | Kirche mit Kirchhof      | (Karte)                       |           |              |    |
| Fotos hochladen                         | Gehöft                   | Alte Schulstraße 5            |           |              |    |
| weitere Bilder Fotos hochladen          | Wartturm                 | Bei der Warte                 |           |              |    |
| Direkt Bild zu diesem Denkmal hochladen | Wohnhaus                 | Am Paradies 7                 |           |              |    |
| Fotos hochladen                         | Gehöft                   | Friedegasse 9                 |           |              |    |
| Fotos hochladen                         | Portal und Wappentafel   | Friedegasse 27                |           |              |    |
| Direkt Bild zu diesem Denkmal hochladen | Inschriftentafel         | Tiefer Weg 7                  |           |              |    |
| Fotos hochladen                         | Gehöft (Pfarrhof)        | Tiefer Weg 9                  |           |              |    |
| Fotos hochladen                         | Gehöft                   | Tiefer Weg 11                 |           |              |    |
| Fotos hochladen                         | Gasthof                  | Tiefer Weg 18                 |           |              |    |
| Fotos hochladen                         | Denkmal-Todesmarschstele | Tiefer Weg 8                  | 1985      |              |    |
| Fotos hochladen                         | Waidmühlstein            | Tiefer Weg / Bei der Kirche   |           |              |    |
| weitere Bilder Fotos hochladen          | Windmühle                | südwestlich des Ortes (Karte) |           |              |    |

## Isseroda
Einzeldenkmale
| Bild                           | Bezeichnung                                                                             | Lage                                            | Datierung | Beschreibung | ID |
| ------------------------------ | --------------------------------------------------------------------------------------- | ----------------------------------------------- | --------- | ------------ | -- |
| weitere Bilder Fotos hochladen | Kirche mit Kirchhof                                                                     | (Karte)                                         |           |              |    |
| Fotos hochladen                | Waidmühlstein                                                                           | Am Kirchplatz                                   |           |              |    |
| Fotos hochladen                | Denkmal mit Einfriedung (Bodenreformdenkmal)                                            | Schloßgasse Grünanlage gegenüber Schloßgasse 22 |           |              |    |
| Fotos hochladen                | Portal                                                                                  | Schloßgasse 10                                  |           |              |    |
| Fotos hochladen                | ehemaliges Rittergut (ehemaliges Wohnhaus und Reste des ehemaligen Befestigungsgrabens) | Schloßgasse 21, 22 / Lindenweg 7                |           |              |    |
| Fotos hochladen                | Schule/Grundschule Grammetal                                                            | Schloßgasse 24                                  |           |              |    |

Bodendenkmal
| Bild                                    | Bezeichnung                                       | Lage                                                                | Datierung | Beschreibung | ID |
| --------------------------------------- | ------------------------------------------------- | ------------------------------------------------------------------- | --------- | ------------ | -- |
| Direkt Bild zu diesem Denkmal hochladen | Graben, Burggraben, Schloss Lauenburg, Larvenburg | Allmählich nach Norden abfallendes Gelände am Westrand der Dorflage |           |              |    |

## Mönchenholzhausen
Denkmalensemble
| Bild            | Bezeichnung              | Lage                          | Datierung | Beschreibung | ID |
| --------------- | ------------------------ | ----------------------------- | --------- | --- | -- |
| Fotos hochladen | Denkmalensemble Ortskern | Koordinaten fehlen! Hilf mit. |           | Denkmalensemble Ortskern mit: - Kirchhof - Kirchgasse 1, 2, 5 - Lindenstraße 8 – 27 - Am Dorfteich - Am Kirschgarten |    |

Einzeldenkmale
| Bild                           | Bezeichnung                     | Lage                         | Datierung | Beschreibung                       | ID |
| ------------------------------ | ------------------------------- | ---------------------------- | --------- | ---------------------------------- | -- |
| weitere Bilder Fotos hochladen | Kirche mit Kirchhof             | (Karte)                      |           |                                    |    |
| Fotos hochladen                | Wasserpumpe                     | Am Dorfteich                 |           | Pumpe wurde zum Dorfteich versetzt |    |
| Fotos hochladen                | Wasserpumpe                     | Albert-Schweitzer-Straße     |           |                                    |    |
| Fotos hochladen                | Wohnhaus (ehemaliges Pfarrhaus) | Lindenstraße 9               |           |                                    |    |
| Fotos hochladen                | altes Wohnhaus und Tor          | Lindenstraße 12              |           |                                    |    |
| Fotos hochladen                | Wohnhaus                        | Lindenstraße 20              |           |                                    |    |
| Fotos hochladen                | zwei Waidmühlsteine             | Lindenstraße, vor der Kirche |           |                                    |    |

## Niederzimmern
Denkmalensembles
| Bild                                    | Bezeichnung                                             | Lage                          | Datierung | Beschreibung | ID |
| --------------------------------------- | ------------------------------------------------------- | ----------------------------- | --------- | ------------ | -- |
| Direkt Bild zu diesem Denkmal hochladen | Gehöftzeile Angergasse 15, 17, 19, 23                   | Koordinaten fehlen! Hilf mit. |           |              |    |
| Direkt Bild zu diesem Denkmal hochladen | südliche Gehöftzeile der Erfurter Gasse, Nr. 1, 3, 5, 9 | Koordinaten fehlen! Hilf mit. |           |              |    |

Einzeldenkmale
| Bild                                    | Bezeichnung                          | Lage                                    | Datierung | Beschreibung | ID |
| --------------------------------------- | ------------------------------------ | --------------------------------------- | --------- | ------------ | -- |
| weitere Bilder Fotos hochladen          | Kirche mit Kirchhof                  | (Karte)                                 |           |              |    |
| Fotos hochladen                         | Trauerhalle                          | Friedhof                                |           |              |    |
| Fotos hochladen                         | Wartturm                             | Am Wartenberge (östlich des Ortes)      |           |              |    |
| Direkt Bild zu diesem Denkmal hochladen | Gasthaus mit Gehöft                  | Angergasse 1                            |           |              |    |
| Direkt Bild zu diesem Denkmal hochladen | Gehöft                               | Angergasse 2/4                          |           |              |    |
| Direkt Bild zu diesem Denkmal hochladen | Gehöft                               | Angergasse 5                            |           |              |    |
| Direkt Bild zu diesem Denkmal hochladen | Wohnhaus und Stall                   | Angergasse 17                           |           |              |    |
| Direkt Bild zu diesem Denkmal hochladen | Wohnhaus und Portal                  | Angergasse 27                           |           |              |    |
| Direkt Bild zu diesem Denkmal hochladen | Gehöft                               | Angergasse 31                           |           |              |    |
| Direkt Bild zu diesem Denkmal hochladen | Gehöft                               | Auf dem Sand 5                          |           |              |    |
| Direkt Bild zu diesem Denkmal hochladen | Wohnhaus, Tor und Portal             | Auf dem Sand 10                         |           |              |    |
| Direkt Bild zu diesem Denkmal hochladen | Gehöft (Pfarrhof)                    | Auf dem Sand 23                         |           |              |    |
| Direkt Bild zu diesem Denkmal hochladen | östliches Nebengebäude               | Enge Gasse 10                           |           |              |    |
| Direkt Bild zu diesem Denkmal hochladen | Gehöft                               | Erfurter Gasse 9                        |           |              |    |
| Direkt Bild zu diesem Denkmal hochladen | Brücke und Ufermauer                 | Steinstockgasse                         |           |              |    |
| Direkt Bild zu diesem Denkmal hochladen | Tor und Portal                       | Steinstockgasse 8                       |           |              |    |
| Direkt Bild zu diesem Denkmal hochladen | ehemaliges Mühlengebäude und Scheune | Steinstockgasse 13                      |           |              |    |
| Direkt Bild zu diesem Denkmal hochladen | Mühlengebäude, Stall und Tor         | Töpfergasse 21                          |           |              |    |
| Fotos hochladen                         | Wegweiserstein                       | Straße nach Ottstedt a. Berge/Ollendorf |           |              |    |

## Nohra
Denkmalensemble
| Bild            | Bezeichnung               | Lage                          | Datierung | Beschreibung | ID |
| --------------- | ------------------------- | ----------------------------- | --------- | ------------ | -- |
| Fotos hochladen | Kasernenkomplex Obernohra | Koordinaten fehlen! Hilf mit. |           |              |    |

Einzeldenkmale
| Bild                           | Bezeichnung                          | Lage            | Datierung | Beschreibung | ID |
| ------------------------------ | ------------------------------------ | --------------- | --------- | ------------ | -- |
| weitere Bilder Fotos hochladen | Kirche mit Kirchhof und Leichenhalle | Nohra (Karte)   |           |              |    |
| Fotos hochladen                | ehemaliges Wohnstallhaus Nr. 20      | Herrenstraße 18 |           |              |    |
| Fotos hochladen                | Gehöft                               | Herrenstraße 21 |           |              |    |
| Fotos hochladen                | Gehöft                               | Herrenstraße 22 |           |              |    |
| Fotos hochladen                | Gehöft (Pfarrhof)                    | Herrenstraße 32 |           |              |    |
| Fotos hochladen                | Gehöft                               | Herrenstraße 41 |           |              |    |

## Obergrunstedt
Einzeldenkmale
| Bild                           | Bezeichnung                                                          | Lage                | Datierung | Beschreibung | ID |
| ------------------------------ | -------------------------------------------------------------------- | ------------------- | --------- | ------------ | -- |
| weitere Bilder Fotos hochladen | Kirche mit Kirchhof                                                  | (Karte)             |           |              |    |
| Fotos hochladen                | Grab- und Gedenkstätte für alliierte Soldaten des Zweiten Weltkriegs | am Friedhof         |           |              |    |
| Fotos hochladen                | Scheune                                                              | Am Bahnhof 52       |           |              |    |
| Fotos hochladen                | Waidmühlstein                                                        | Im Oberdorf         |           |              |    |
| Fotos hochladen                | Quellgewölbe                                                         | Im Oberdorf         |           |              |    |
| Fotos hochladen                | Pumpe                                                                | Im Oberdorf         |           |              |    |
| Fotos hochladen                | Backhaus und Tor                                                     | Im Oberdorfe 5      |           |              |    |
| Fotos hochladen                | Wegweiserstein                                                       | Weg nach Troistedt  |           |              |    |
| Fotos hochladen                | Denkmal – Todesmarschstele                                           | westlicher Ortsrand |           |              |    |

Bodendenkmal
| Bild            | Bezeichnung | Lage                                              | Datierung | Beschreibung | ID |
| --------------- | ----------- | ------------------------------------------------- | --------- | ------------ | -- |
| Fotos hochladen | Steinkreuz  | In der Südwand der Kirche in 3 m Höhe eingemauert |           |              |    |

## Obernissa
Einzeldenkmale
| Bild                                    | Bezeichnung                               | Lage                | Datierung | Beschreibung | ID |
| --------------------------------------- | ----------------------------------------- | ------------------- | --------- | ------------ | -- |
| weitere Bilder Fotos hochladen          | Kirche mit Kirchhof und Gefallenendenkmal | (Karte)             |           |              |    |
| weitere Bilder Fotos hochladen          | Bockwindmühle                             | Windmühle 9 (Karte) |           |              |    |
| Direkt Bild zu diesem Denkmal hochladen | Waidmühlstein                             | Eiskeller           |           |              |    |

## Ottstedt am Berge
Einzeldenkmale
| Bild                           | Bezeichnung         | Lage    | Datierung | Beschreibung | ID |
| ------------------------------ | ------------------- | ------- | --------- | ------------ | -- |
| weitere Bilder Fotos hochladen | Kirche mit Kirchhof | (Karte) |           |              |    |

## Sohnstedt
Einzeldenkmale
| Bild                                    | Bezeichnung         | Lage          | Datierung | Beschreibung | ID |
| --------------------------------------- | ------------------- | ------------- | --------- | ------------ | -- |
| weitere Bilder Fotos hochladen          | Kirche mit Kirchhof | (Karte)       |           |              |    |
| Direkt Bild zu diesem Denkmal hochladen | Gehöft              | Ringstraße 23 |           |              |    |

## Troistedt
Denkmalensemble
| Bild            | Bezeichnung                              | Lage                          | Datierung | Beschreibung | ID |
| --------------- | ---------------------------------------- | ----------------------------- | --------- | ------------ | -- |
| Fotos hochladen | Im Dorfe 7, 12–15, 31, 32, 37, 39, 42–50 | Koordinaten fehlen! Hilf mit. |           |              |    |

Einzeldenkmale
| Bild                           | Bezeichnung                    | Lage                 | Datierung | Beschreibung | ID |
| ------------------------------ | ------------------------------ | -------------------- | --------- | ------------ | -- |
| weitere Bilder Fotos hochladen | Kirche mit Kirchhof            | (Karte)              |           |              |    |
| Fotos hochladen                | Gehöft (Pfarrei)               | Im Dorfe 15          |           |              |    |
| Fotos hochladen                | ehemaliges Forst- und Jagdhaus | Im Dorfe 35          |           |              |    |
| Fotos hochladen                | Steintisch und Bank            | Carl-Alexander-Platz |           |              |    |

Bodendenkmal
| Bild                                    | Bezeichnung   | Lage                                        | Datierung | Beschreibung | ID |
| --------------------------------------- | ------------- | ------------------------------------------- | --------- | ------------ | -- |
| Direkt Bild zu diesem Denkmal hochladen | Grabhügelfeld | 1 km westnordwestlich vom Ort im Gottesholz |           |              |    |

## Ulla
Einzeldenkmale
| Bild                           | Bezeichnung                                    | Lage          | Datierung | Beschreibung | ID |
| ------------------------------ | ---------------------------------------------- | ------------- | --------- | ------------ | -- |
| weitere Bilder Fotos hochladen | Kirche mit Kirchhof und historischen Grabmalen | (Karte)       |           |              |    |
| Fotos hochladen                | Denkmal (W. M. L. de Wette)                    | Im Dorfe      |           |              |    |
| Fotos hochladen                | Wohnhaus                                       | Dorfstraße 8  |           |              |    |
| Fotos hochladen                | Wohnhaus (ehemaliges Gutshaus)                 | Dorfstraße 17 |           |              |    |
| Fotos hochladen                | Tor und Portal                                 | Dorfstraße 20 |           |              |    |

## Utzberg
Einzeldenkmale
| Bild                           | Bezeichnung                     | Lage                    | Datierung | Beschreibung | ID |
| ------------------------------ | ------------------------------- | ----------------------- | --------- | ------------ | -- |
| weitere Bilder Fotos hochladen | Kirche mit Kirchhof             | (Karte)                 |           |              |    |
| Fotos hochladen                | Wohnhaus (ehemaliges Pfarrhaus) | Erfurter Straße 2       |           |              |    |
| Fotos hochladen                | Wohnhaus, Portal und Tor        | Weimarer Straße 32      |           |              |    |
| Fotos hochladen                | ehemaliges Brauhaus             | Weimarer Straße 54      |           |              |    |
| Fotos hochladen                | Pumpe (vor dem Brauhaus)        | Weimarer Straße         |           |              |    |
| weitere Bilder Fotos hochladen | Gefallenendenkmal               | Weimarer Straße (Karte) |           |              |    |
| weitere Bilder Fotos hochladen | Napoleonstein                   | an der B 7 (Karte)      |           |              |    |